# 国民銀行 (韓国)
KB国民銀行（KBこくみんぎんこう、韓: KB국민은행; 英: KB Kookmin Bank）は、大韓民国（韓国）の銀行。

## 概要
非銀行系の無尽会社であった韓国無尽株式会社が母体である。朴正煕政権で政府主導の戦略的な金融改革が行われ、1962年に国民銀行法が改正、1963年2月に政府系金融機関に改組され國民銀行（Citizens National Bank）が設立した。
1990年代に入ると金融自由化が段階的に促進され、政府主導で金融実名制等の政策が実施される中で、国民銀行の根拠法も廃止となり、1995年に民営化され市中銀行となった。
アジア通貨危機後の2001年、国策により優良銀行であった韓国住宅銀行と旧・国民銀行が合併する形で発足。国民カードなどの子会社を保有するほか、宝くじの販売なども行う。2009年現在、外資資本比率が55.76%であり、筆頭株主はシティバンク、エヌ・エイの13.76%である。対外的には「国民」という表現がドメスティックな印象を与えるため、KBという名称を用いることが多い。
大韓民国では「市中銀行」で銀行コードは04である。
日本の統一金融機関コードでは、「外国銀行」で0624となる。
ニューヨーク、ロンドン、香港などに海外支店を持ち、東京支店は千代田区有楽町にある。なお、日本にかつて存在した同名の第二地方銀行とは何の関係もない。
韓国証券取引所（証券コード:60000）とニューヨーク証券取引所（証券コード:KB）に株式を上場している。ニューヨーク証券取引所には韓国の金融機関で最も早く上場した（2001年10月1日）。韓国内での総資産額は1位（2005年末現在）。

### 不祥事
2014年8月28日、金融庁は同行在日支店に対し、歴代東京支店長や役職員が、資料を偽造して担保価値を水増し不適切な融資を繰り返したとして、一部業務停止命令を出したと発表した。これにより同年9月4日から2015年1月3日まで、在日支店の新規取引業務は禁止となった。